# Cannomys badius
Genre
Espèce
Statut de conservation UICN

 LC  : Préoccupation mineure
Le Petit rat des bambous (Cannomys badius) est une espèce de « rats des bambous », la seule du genre Cannomys.
Le petit rat des bambous vit au Népal, en Assam, au nord du Bangladesh, en Birmanie, En Thaïlande, au Laos, au Cambodge et dans le nord du Viêt-Nam.